# S̃
Cette page contient des caractères spéciaux ou non latins. S’ils s’affichent mal (▯, ?, etc.), consultez la page d’aide Unicode.
S̃ (minuscule : s̃), appelé s tilde, est un graphème utilisé dans la transcription de certaines variétés de langues sudarabiques et qui était utilisé en basque médiéval.

## Utilisation
En basque médiéval, le s tilde représente API /ʃ/, et le digraphe ts̃ représente API /t͡ʃ/.[réf. nécessaire]
Le s tilde a été utilisé en same du Nord dans la revue Samealbmug publiée en 1921 et 1922.
Le s tilde est utilisé dans certaines description du shehri.

## Représentations informatiques
Le S tilde peut être représenté avec les caractères Unicode suivants :
- décomposé (latin de base, diacritiques) :

| formes    | représentations | chaînes de caractères | points de code | descriptions                                |
| --------- | --------------- | --------------------- | -------------- | ------------------------------------------- |
| capitale  | S̃               | S◌̃                    | U+0051 U+0303  | lettre majuscule latine s diacritique tilde |
| minuscule | s̃               | s◌̃                    | U+0071 U+0303  | lettre minuscule latine s diacritique tilde |